# Hordain
Hordain [ɔʁdɛ̃] (niederländisch: Hordegem) ist ein Dorf und eine Gemeinde mit 1448 Einwohnern (Stand 1. Januar 2022) im französischen Département Nord in der Region Hauts-de-France. Die Gemeinde gehört zum Arrondissement Valenciennes und zum Kanton Denain.

## Geografie
Die Gemeinde Hordain liegt an der kanalisierten Schelde, zwölf Kilometer nordöstlich von Cambrai. Nachbargemeinden von Hordain sind Lieu-Saint-Amand im Nordosten, Avesnes-le-Sec im Osten, Iwuy im Süden, Estrun im Südwesten und Bouchain im Nordwesten. Durch das Gemeindegebiet von Hordain führt die Autobahn A 2.

## Bevölkerungsentwicklung
| Jahr                       | 1962 | 1968 | 1975 | 1982 | 1990 | 1999 | 2011 | 2020 |
| Einwohner                  | 1210 | 1208 | 1349 | 1336 | 1292 | 1190 | 1466 | 1431 |
| Quellen: Cassini und INSEE |      |      |      |      |      |      |      |      |

## Wirtschaft

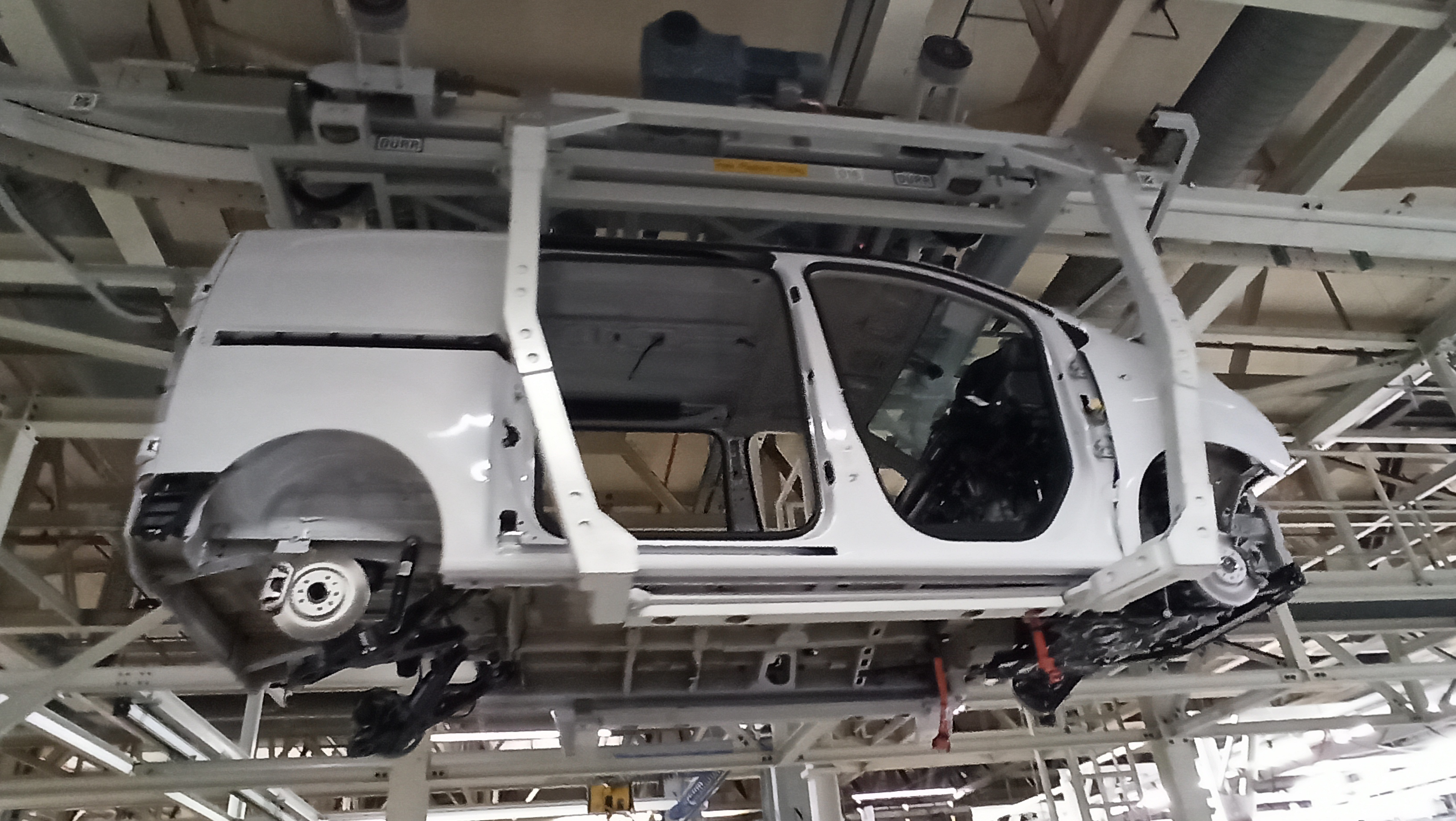
Produktionslinie im Automobilwerk Stellantis in Hordain

In Hordain betreibt Stellantis ein Zweigwerk, das ehemalige Sevel Nord.

## Sehenswürdigkeiten
- Kirche Saint-Gery
- Brauerei La Choulette, Monument historique

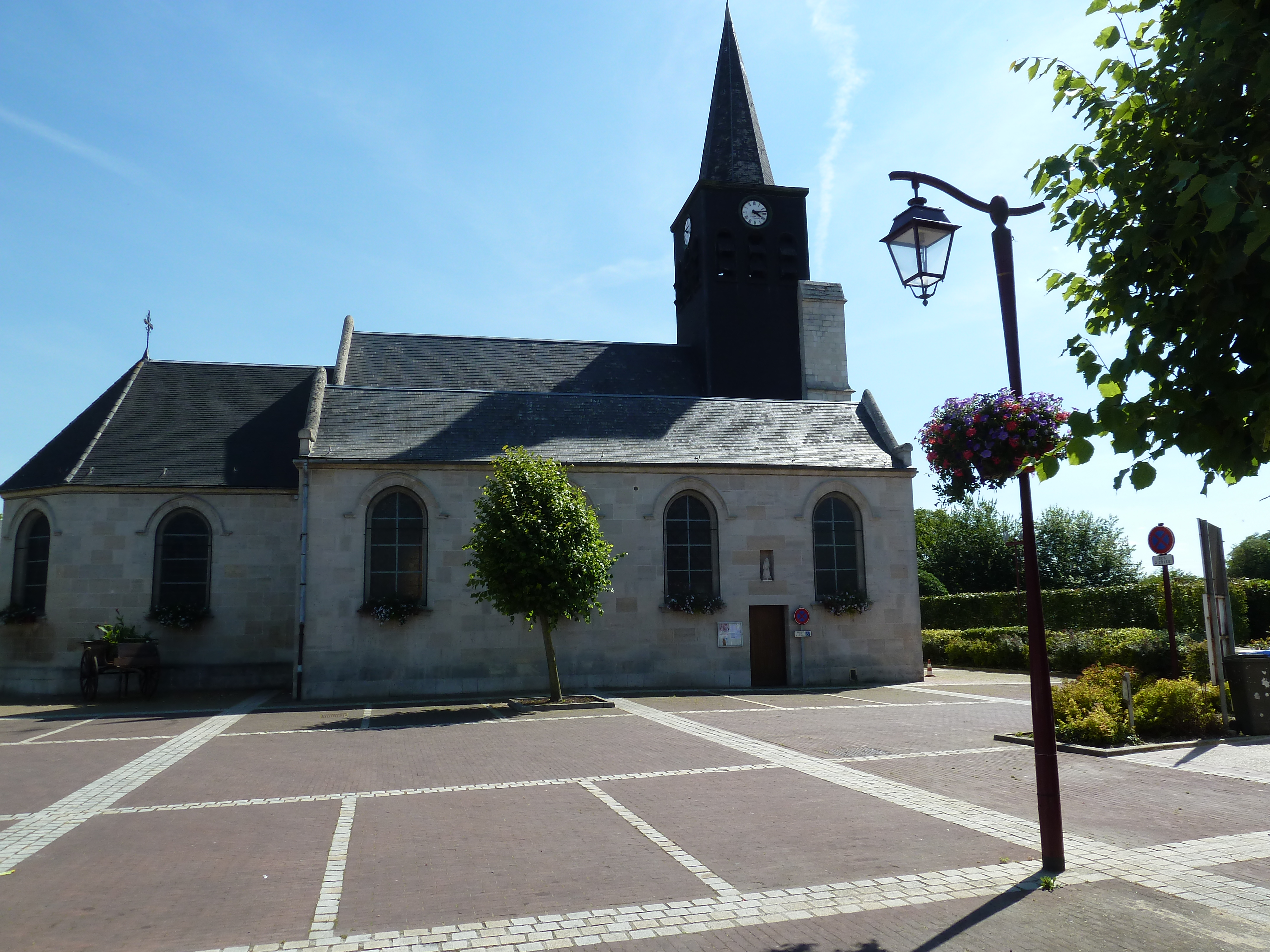
Kirche Saint-Gery
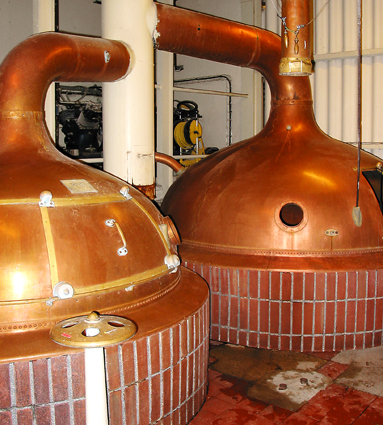
Brauerei La Choulette
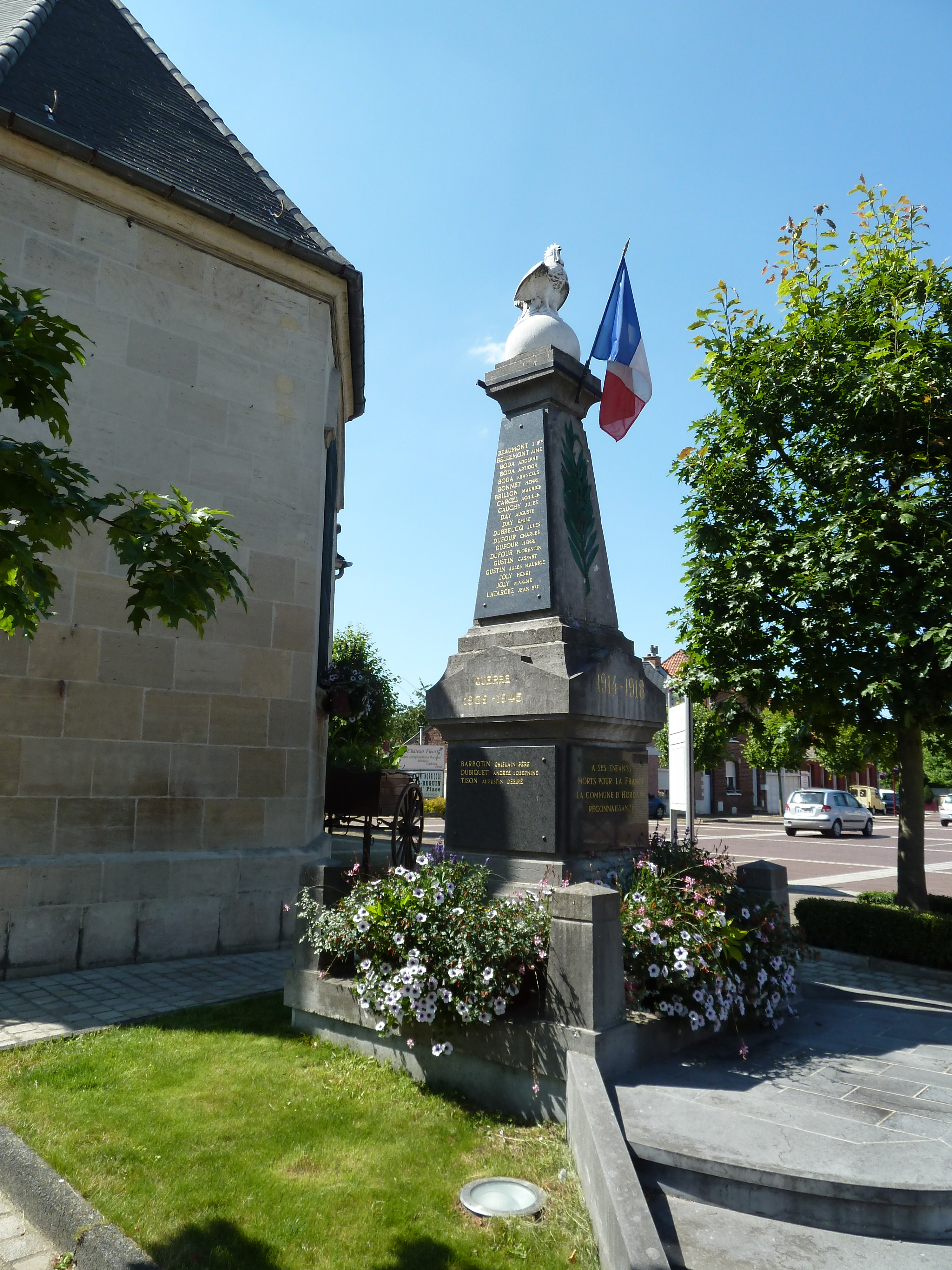
Gefallenendenkmal